# Drzewoszewo
Drzewoszewo [dʐɛvɔˈʂɛvɔ] là một ngôi làng thuộc khu hành chính của Gmina Mirosławiec, thuộc hạt Wałcz, West Pomeranian Voivodeship, phía tây bắc Ba Lan. Nó nằm khoảng 13 kilômét (8 mi)   phía đông Mirosławiec, 14 km (9 mi) về phía tây của Wałcz và 113 km (70 mi) về phía đông của thủ đô khu vực Szczecin.
Trước năm 1945, khu vực này là một phần của Đức. Đối với lịch sử của khu vực, xem Lịch sử của Pomerania.